# Bilistra millari
Bilistra millari là một loài chân đều trong họ Sphaeromatidae. Loài này được Sket & Bruce miêu tả khoa học năm 2004.